# Эрготамин
Эрготамин — алкалоид, структурно и биохимически близкий к эрголину. Вещество семейства лизергамидов. Впервые выделен Артуром Штоллем из склероциев спорыньи в лаборатории Sandoz в 1918 году. Торговое название — Эрготал.

## Механизм действия
Молекула имеет структурное сходство с нейротрансмиттерами, такими как серотонин, дофамин и адреналин, и таким образом может связываться с несколькими рецепторами, действуя в качестве агониста. Эффект против мигрени обусловлен сужением внутричерепных экстрацеребральных кровеносных сосудов через рецептор 5-HT1B и ингибированием нейротрансмиссии тройничного нерва рецепторами 5-HT1D. Эрготамин также оказывает влияние на дофаминовые и норадреналиновые рецепторы.
Эрготамин также оказывает стимулирующее действие на мускулатуру матки. Повышает тонус матки, в связи с этим оказывает терапевтическое действие при атонии и гипотонии матки и связанных с ними маточных кровотечениях. Положительный эффект при маточных кровотечениях обусловлен механическим сжатием кровеносных сосудов при сокращении миометрия. Эрготал также ускоряет инволюцию матки в послеродовом периоде.

## Биосинтез
Эрготамин является вторичным метаболитом и основным алкалоидом, продуцируемым грибом рода спорыньи и родственными грибами в семействе Clavicipitaceae. Его биосинтез в этих грибах требует аминокислоты L-триптофана и диметилаллилдифосфата. Эти предшественники являются субстратами для фермента триптофан-диметилаллилтрансферазы, катализирующего первую стадию биосинтеза алкалоида спорыньи, то есть пренилирование L-триптофана. Дальнейшие реакции с участием ферментов метилтрансферазы и оксигеназы дают эрголин, лизергиновую кислоту. Лизергиновая кислота (LA) является субстратом лизергил-пептид-синтетазы, нерибосомальной пептид-синтетазы, которая ковалентно связывает LA с аминокислотами, L-аланином, L-пролином и L-фенилаланином. Катализируемые ферментом или спонтанные циклизации, оксигенация / окисление и изомеризация в выбранных остатках предшествуют и вызывают образование эрготамина.

## Использование лекарства
Эрготамин вызывает сужение периферических сосудов. Это может увеличить сократительную способность матки, и иногда используется терапевтически сразу после родов, чтобы уменьшить маточное кровотечение. Эрготамин продолжает назначаться при мигрени. Распространенной формой рецепта является Cafergot, который представляет собой комбинацию кофеина и эрготамина.

## Дозировка
В акушеро-гинекологии вводится подкожно или внутримышечно по 250—500 мкг. В экстренных случаях по 500 мкг внутривенно. Также, может назначаться вовнутрь по 1 мг 1—3 раза в сутки. Для лечения мигрени и других головных болей сосудистого генеза доза зависит от используемой лекарственной формы и применяемой схемы лечения.

## Отравление
В высоких дозах эрготамин может вызывать застой сосудов, тромбоз и гангрену. На протяжении истории комбинации низких температур и высокой влажности приводили к массовому заражению посевов спорыньёй. Эпидемия вызываемая отравлением хлебом со спорыньей называется эрготизмом.

## Фармакокинетика
После приёма внутрь эрготамин в небольшой степени абсорбируется из ЖКТ. Биодоступность низкая вследствие интенсивного метаболизма при «первом прохождении» через печень. При ректальном или ингаляционном введении абсорбция несколько увеличивается, однако биодоступность остаётся невысокой — 5 % и меньше. Подвергается интенсивному метаболизму в печени. Основные метаболиты (некоторые из них фармакологически активны) выделяются с желчью. Около 4 % выводится с мочой в неизмененном виде. Выведение эрготамина имеет двухфазный характер, период полувыведения в начальной фазе составляет 2 ч, в конечной фазе — 21 ч.

## Показания
- Гипо- и атонические маточные кровотечения (в том числе в раннем послеродовом периоде, после ручного отделения последа); субинволюция матки после родов и аборта, меноррагии (в том числе связанные с миомой матки).
- Преимущественно в составе комбинированных препаратов: предупреждение и купирование приступов мигрени и других головных болей сосудистого генеза.
- В составе комбинированных препаратов: лечение НЦД и неврозов, климактерических расстройств.

## Побочное действие
- Пищеварительная система

возможны тошнота, диарея.
- Сердечно-сосудистая система

возможны брадикардия, боли в области сердца, повышение АД, мышечные боли, уменьшение пульсации в конечностях, парестезии в конечностях (большинство указанных эффектов связаны с повышением тонуса периферических сосудов), транзиторная тахикардия.
- Прочие

слабость в ногах, тремор пальцев; редко — отеки, зуд.

## Противопоказания
ИБС, облитерирующие или спастические заболевания периферических сосудов, артериальная гипертензия, выраженный атеросклероз, нарушения функции печени и почек, септические состояния, беременность, роды (I—II периоды), период лактации, одновременный приём ГКС, мигрень, сопровождающаяся очаговыми неврологическими нарушениями, повышенная чувствительность к эрготамину и другим алкалоидам спорыньи.
Противопоказания включают:
- Атеросклероз;
- Синдром Бюргера;
- Ишемическая болезнь сердца;
- Заболевание печени;
- Беременность;
- Зуд;
- Синдром Рейно;
- Почечная недостаточность.

Этот препарат также противопоказан, если пациент принимает макролидные антибиотики (например, эритромицин), определённые ингибиторы протеазы ВИЧ (например, ритонавир, нелфинавир, индинавир), определённые противогрибковые препараты азола (например, кетоконазол, итраконазол, вориконазол), делавирдин, эфавиренц или агонист 5-HT1(например, суматриптан).

## Применение при беременности и кормлении грудью
- Противопоказан при беременности.

Следует избегать применение эрготамина в период лактации. Поскольку эрготамин и его метаболиты выделяются с грудным молоком, существует риск развития эрготизма у ребёнка. При повторном применении эрготамина возможно нарушение лактации.

## Особые указания
- При систематическом приёме эрготамина или содержащих его комбинированных препаратов следует предупредить пациента о необходимости строго придерживаться назначенных доз во избежание развития явлений эрготизма.
- Эрготизм проявляется прежде всего симптомами спазма периферических сосудов: потеря чувствительности, парестезии, ощущение покалывания, боли в конечностях, цианоз (особенно пальцев), выраженное уменьшение пульсации — а также нарушениями со стороны ЦНС: головокружение, ступор, кома, судороги.

## Лекарственное взаимодействие
- Симпатомиметики и никотин усиливают вазоконстрикторное действие эрготамина.
- В течение одновременного введения эрготамина и бета-адреноблокаторов повышается риск развития вазоконстрикторного действия на периферические сосуды.
- При одновременном применении с антибиотиками группы макролидов (в том числе с эритромицином) наблюдается эрготизм.
- При одновременном применении с агонистами серотонина (в том числе с суматриптаном) повышается риск развития пролонгированных вазоспастических реакций.